# Exocentrus grisescens
Exocentrus grisescens es una especie de escarabajo longicornio del género Exocentrus, categorizada en la tribu Exocentrini, de la subfamilia Lamiinae. Fue descrita por Jordan en 1894.

## Descripción
Mide 3,5-7 mm de longitud.

## Distribución
Se distribuye por Camerún, Costa de Marfil, Gabón, Guinea, República Centroafricana, República Democrática del Congo y Zimbabue.